# هاري تايلور (متسلق جبال)
هاري تايلور (بالإنجليزية: Harry Taylor)‏ هو متسلق جبال بريطاني، ولد في 20 سبتمبر 1958.